# Estadi Aimé Giral

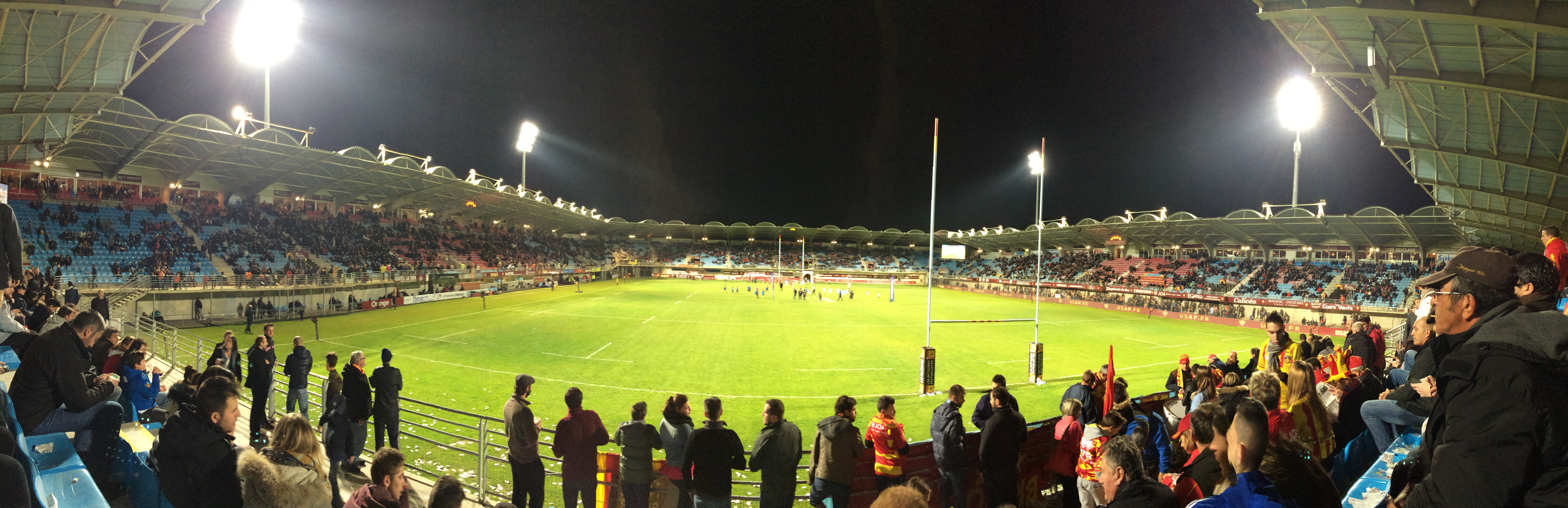
Panoràmica de l'Estadi Aimé Giral des de la tribuna Goutta durant el descans del partit USAP - Narbonne, el 25 de març del 2016.

L'estadi Aimé Giral és un estadi esportiu de la ciutat de Perpinyà, de la comarca del Rosselló, a la Catalunya del Nord.
Està situat a l'antic poble, ara barri de Perpinyà, del Vernet, a l'Allée Aimé Giral, del Vernet Mitjà, a tocar del carrer del Dr. Pierre Nicolau i de l'avinguda de Paul Gauguin.
L'estadi porta el nom del capità Aimé Giral, mort a la Primera Guerra Mundial i antic jugador de l'US Perpinyà. A l'estadi s'hi practica actualment el rugbi a 15 i és l'actual seu de l'USAP. Té una capacitat per a 14.593 espectadors.